# Rasquachisme

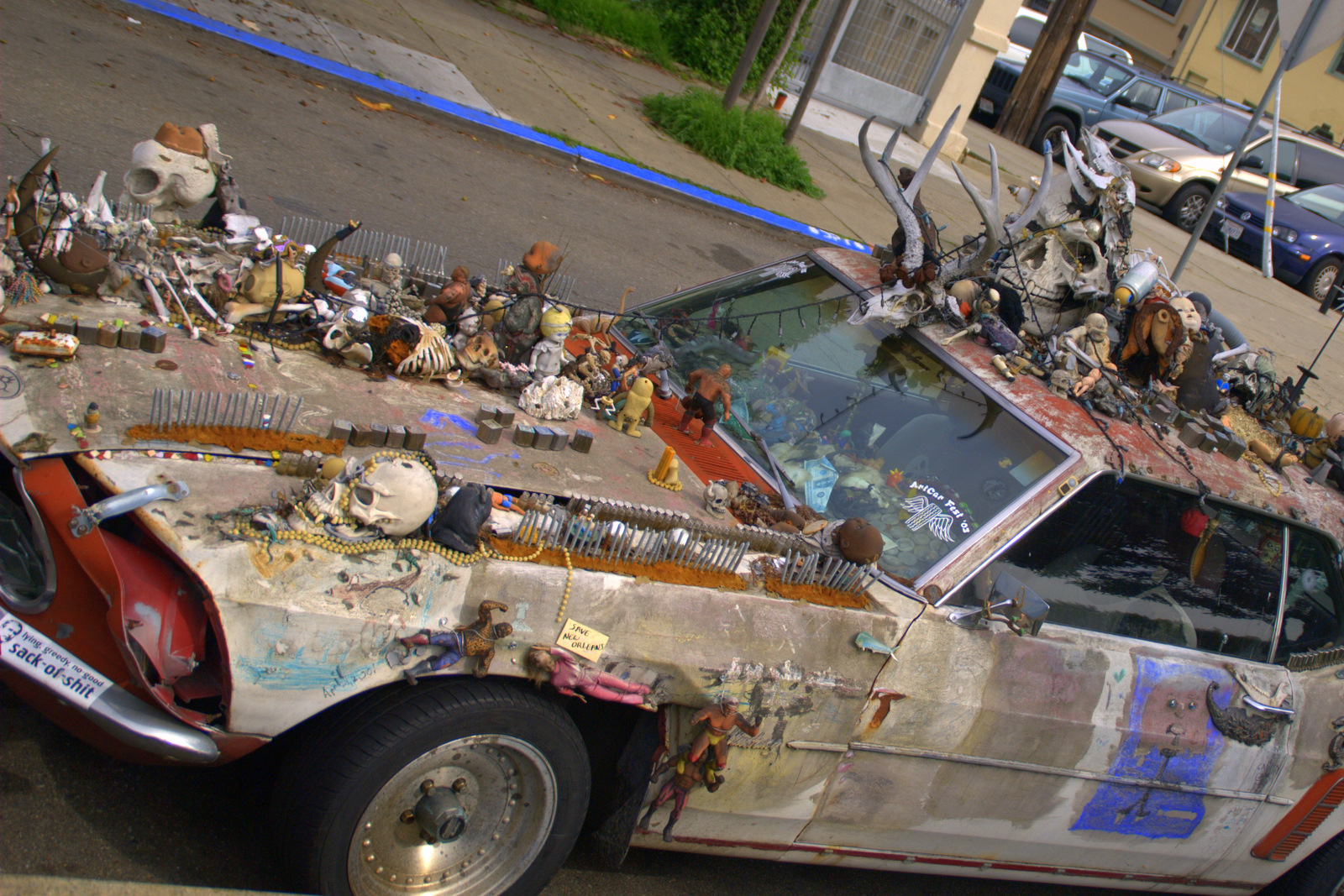
Voiture modifiée dans le style raquichisme.

Le rasquachisme, ou rascuachismo, est une théorie développée par le chercheur chicano Tomás Ybarra-Frausto pour décrire « une perspective d'opprimé, une vue de los de abajo (« d'en bas ») dans les communautés chicanos de la classe ouvrière qui utilise des éléments « d'hybridation, de juxtaposition et d'intégration » comme moyen d'autonomisation et de résistance,,. 

## Définition
Le rasquachisme est couramment utilisé pour décrire l'esthétique présente dans l'art chicano de la classe ouvrière et les mouvements artistiques mexicains qui « tirent le maximum du minimum ». Il est décrit comme une vision du monde, la « vision de l'opprimé, qui combine l'inventivité avec une attitude survivaliste »,.
Le rasquachisme trouve ses racines dans le terme plus ancien rasquache, qui est la forme en anglais du terme espagnol rascuache, d'origine nahuatl. Alors que le terme était largement utilisé comme une insulte de classe, il est récupéré pour souligner la créativité et le caractère unique des communautés de la classe ouvrière chicano et mexicaine,. Au-delà de la simple frugalité, la philosophie rasquache implique également d'inventer de nouvelles utilisations pour des objets conventionnels. Il peut s'agir de donner une nouvelle fonction à un objet qui serait traditionnellement considéré comme cassé ou « inutile ».